# Movimiento Revolucionario Túpac Katari de Liberación
El Movimiento Revolucionario Túpac Katari de Liberación (MRTKL) es un partido político indigenista boliviano.

## Historia
En 1985 Jenaro Flores Santos se separó del Movimiento Revolucionario Túpac Katari (MRTK) y fundó el Movimiento Revolucionario Túpac Katari de Liberación. Tomó parte en las elecciones de 1985, con Jenaro Flores Santos como su candidato presidencial. Obtuvo el 11,02% de los votos.
Un año después de su formación, surgieron divisiones en el MRTKL entre Jenaro Flores Santos, por un lado, y Víctor Hugo Cárdenas y Walter Reynaga Vásquez, dos diputados del partido en el Congreso Nacional, por el otro. En un congreso del partido realizado en 1988, Jenaro Flores Santos se retiró del MRTKL con algunos de sus partidarios y formó el Frente Unido de Liberación Katarista (FULKA). Ambos partidos perdieron apoyo luego que las disputas internas se hicieran públicas. La salida de Jenaro Flores Santos no logró que se alcanzara la unidad en el MRTKL: ni Cárdenas ni Reynaga Vásquez aceptarían la segunda posición en la nueva jerarquía del partido. Cárdenas finalmente superó a su rival.
El MRTKL participó en las elecciones de 1989, con Víctor Hugo Cárdenas como candidato presidencial. Obtuvo el 1,6% de los votos. A pesar de que los candidatos indígenas atraían grandes multitudes, encontraron muchos campesinos que ya estaban comprometidos con el Movimiento Nacionalista Revolucionario, el Movimiento de Izquierda Revolucionaria, u otros partidos que tenían una mejor oportunidad de ganar.